# Кардашинка
Кардаши́нка — село в Україні, у Голопристанській міській громаді Скадовського району Херсонської області. Населення становить 1303 осіб.
Площа земель сільської ради становить 14 736 гектарів. Населення — 3914 осіб.
Сільська рада займає вигідне економіко-географічне положення, від обласного центру 50 кілометрів, від сусіднього Олешківського району та районного центру — 10 кілометрів, має транспортне сполучення із залізницею — 25 кілометрів. Північною частиною села тече річка Чайка.

## Історія
1692 Петро Іваненко (Петрик), кандидат на гетьманську булаву підтримуваний кримським ханом отримав дозвіл «гóрод осаджувати в Кардашині для солі, щоб сіль під його начальством була і щоб свавільні [козаки] до нього збиралися». А назва Кардашин, може бути, ще давніша - бо кардаш/кардаш-козаки себто "братські козаки" - це ще з часів Хмельниччини окреслення для дружніх кримським татарам козаків-українців.
Станом на 1886 рік в селі Олешківскої волості Дніпровського повіту Таврійської губернії мешкало 1209 осіб, налічувалось 186 дворів, існувала православна церква.
В 1933 році громада села постраждала від Голодомору, число жертв - не менше 15 осіб.
З 1954 року село включено до Великокардашинської селищні ради.
Станом на 2010-ті роки на території сільської ради функціонують 3 школи, 4 фельдшерсько-акушерські пункти, 3 бібліотеки, дитячий садок, сільський будинок культури, 3 відділення поштового зв'язку та 52 садових товариства. Діє Свято-Андріївський храм УПЦ МП. 

### Російське вторгнення в Україну(2022)
24 лютого 2022 року село тимчасово окуповане російськими військами під час російсько-української війни.
11 квітня 2023 року російські війська обстріляли загальноосвітню школу у селі, будівля зазнала істотних руйнувань.
25 квітня 2023 року Генштаб повідомив що окупаційні війська займаються мародерством та грабують пусті будинки.

### Затоплення внаслідок підриву Каховської ГЕС
В червні 2023 внаслідок підриву росіянами Каховської ГЕС село було затоплене. 
Підйом води у селі розпочався у другій половині дня шостого червня. Вночі рівень води досяг дахів будинків. Мешканці рятувалися на других поверхах та дахах. Частину людей вдалося зібрати місцевим жителям з допомогою човнів на одному з пагорбів села. 
Одна з висот знаходилась у селі 46°33′11.32″ пн. ш. 32°38′13.46″ сх. д. / 46.553146° пн. ш. 32.637074° сх. д. , а інша у лісі за селом 46°32′58.16″ пн. ш. 32°38′49.34″ сх. д. / 46.549491° пн. ш. 32.64704° сх. д. .
Дронами ЗСУ зкидували людям продукти харчування. 
Завдяки волонтерам та Збройним Силам України вдалося евакуювати частину населення на підконтрольну Україні територію. Заявки на евакуацію збирали волонтери, які наносили їх на електронну карту. Волонтери на човнах, маючи доступ до цієї карти, здійснювали евакуацію населення.

## Населення
Згідно з переписом УРСР 1989 року чисельність наявного населення села становила 1218 осіб, з яких 553 чоловіки та 665 жінок.
За переписом населення України 2001 року в селі мешкали 1294 особи.

### Мова
Розподіл населення за рідною мовою за даними перепису 2001 року:
| Мова       | Відсоток |
| ---------- | -------- |
| українська | 92,63 %  |
| російська  | 6,75 %   |
| білоруська | 0,15 %   |
| румунська  | 0,15 %   |
| вірменська | 0,08 %   |
| інші       | 0,24 %   |